# Xiao Cuijuan
Pour les articles homonymes, voir Xiao.
Xiao Cuijuan (en chinois : 肖翠娟), née le 19 avril 1986 à Fuzhou (Fujian), est une haltérophile handisport chinoise concourant en -55 kg. Elle détient un titre (2008), une médaillée d'argent (2020) et trois médailles de bronze (2004, 2012, 2016) au niveau paralympique.

## Carrière
Elle perd l'usage de ses jambe après avoir atteint de la poliomyélite à l'âge de un an. Elle débute l'haltérophilie à l'âge de 14 ans.
Après avoir décroché le bronze aux Jeux de 2004, elle devient championne paralympique en soulevant une barre de 100 kg lors de ceux de 2008 à Pékin. Elle remporte ensuite le bronze aux Jeux de Londres et ceux de Rio ainsi que l'argent à ceux de Tokyo,. À Tokyo, elle soulève le même poids que la Turque Besra Duman mais pesant moins lourd, elle remporte l'argent tandis que son adversaire doit se contenter du bronze.